# Choly Mur
Choly Mur (Valencia, España, 1925 - Buenos Aires, Argentina, 25 de diciembre de 1953) fue el seudónimo de Ana Fernández, cantante y actriz nacida en España que hizo su breve carrera actoral en Argentina.

## Biografía
Choly Mur nació como Ana Fernández en Valencia, España, como hija única de la cantante Tania y su esposo Antonio Fernández, integrante del Trío Mexican. En 1927 sus padres se separaron y en 1932, inmigró con su abuela y tías a la Argentina, donde ya se encontraba su madre en pareja con Enrique Santos Discépolo.
Como cancionista interpretó por Radio El Mundo un tango titulado Dicen que son cosas mías en 1941.

## Filmografía
- 1938: Kilómetro 111
- 1938: El último encuentro, donde interpreta el tema del filme, un fox-trot fantasía.
- 1940: Un señor mucamo como la mucama Elena[1]

## Teatro
En teatro acompañó en muchos casos a su madre. Formó parte de una obra junto a Roberto Airaldi, Fanny Navarro, Pepita Muñoz y Raimundo Pastore, entre otros. Trabajó en el Teatro Colón y el Teatro Porteño, entre otros.
Participó en la obra musical Tres valses, una adaptación de la opereta de Strauss, junto con Libertad Lamarque.
En 1941 trabajó con Alberto Gambino, junto a su orquesta, las vocalistas hermanas Moreno, el dúo Verón-Sauce, la jazz de Osvaldo Norton con Mabel Wayne, en la que brindó  un espectáculo en uno de los programas de Cafiaspirina.

## Vida privada
Mur permaneció poco tiempo en convivencia con su familia, ya que la rivalidad con su madre era muy fuerte, por lo que decidió irse a vivir sola.
En Chile se casó con Santiago Kegeritz, un conde y odontólogo yugoslavo, con el cual compartían la misma adicción al alcohol y al poco tiempo se separó. Nunca tuvo hijos.

## Tragedia y fallecimiento
Choly Mur falleció en un terrible accidente automovilístico ocurrido en la Navidad de 1953. Como se encontró un alto porcentaje de alcohol en sangre, se presumió que el estado de ebriedad fue el detonante del hecho. Tenía 35 años.